# Brunhilde Baur

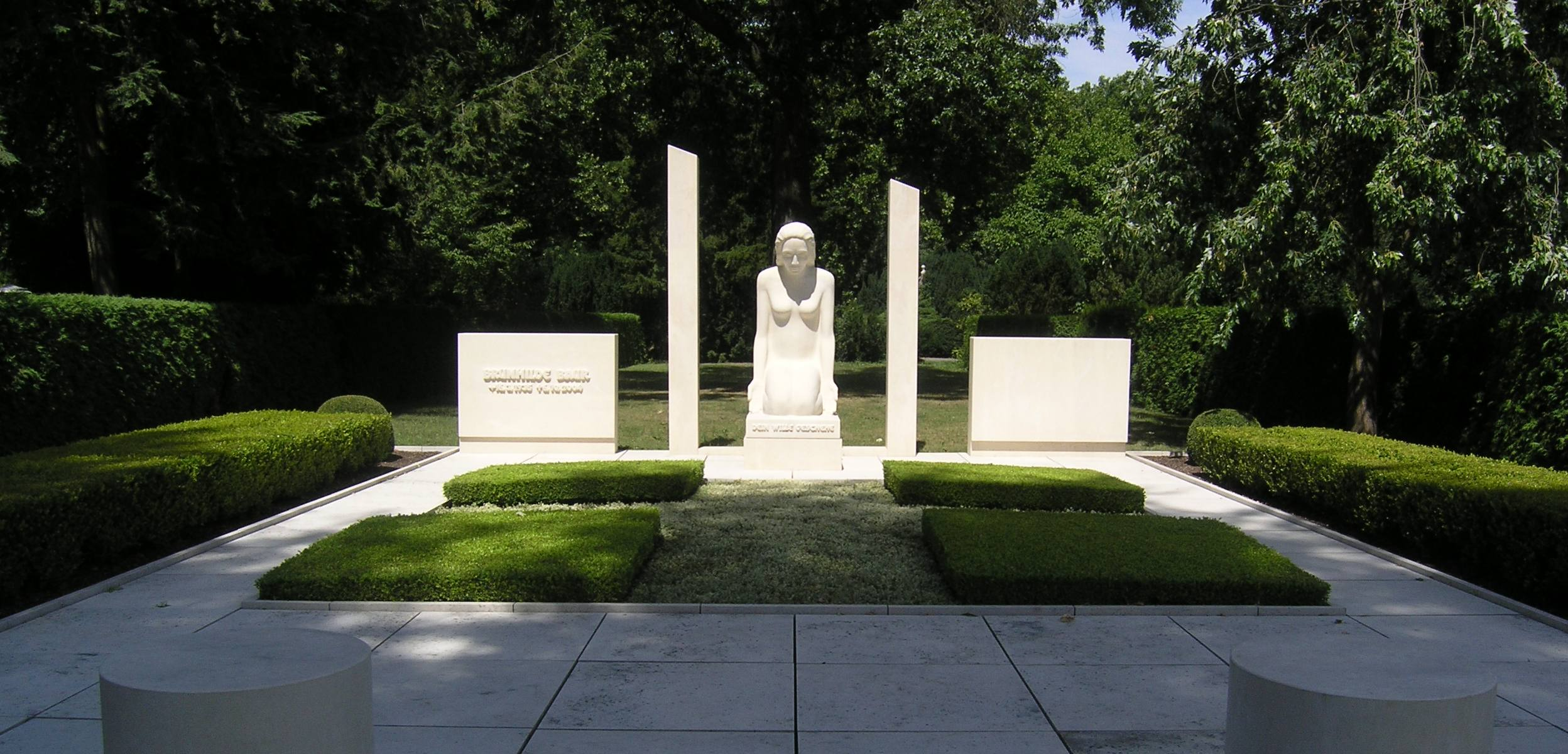
Grab von Brunhilde Baur auf dem Hauptfriedhof Karlsruhe

Brunhilde Baur (* 16. März 1935 in Mannheim; † 6. Oktober 2004 in Karlsruhe) war eine deutsche Verlegerin.
Baur führte zusammen mit ihrem Mann, Hans W. Baur, zunächst als Geschäftsführerin, dann als Verlegerin die Badischen Neuen Nachrichten (BNN) in Karlsruhe.
1994 übertrugen die Verleger große Anteile an der Verlagsgruppe an eine Stiftung, die die SOS-Kinderdörfer unterstützt.
Baur unterstützte Spendenveranstaltungen und galt als gutes Herz der BNN. Sie setzte sich vor allem für Kinder und junge Mütter ein und gab den Anstoß zur Einrichtung des nach ihr benannten und durch die Wilhelm-Baur-Stiftung finanzierten Brunhilde-Baur-Hauses, eine Einrichtung für Frauen und Kinder in Notlagen, das 2006 eingeweiht wurde.
1995 erhielt Baur für ihr soziales Engagement das Verdienstkreuz am Bande des Verdienstordens der Bundesrepublik Deutschland.